# Cucurbitella
Cucurbitella là một chi thực vật có hoa trong họ Cucurbitaceae.

## Loài
Chi Cucurbitella gồm các loài: